# Corning Inc.
Corning Incorporated és una empresa tecnològica multinacional nord-americana especialitzada en vidre especialitzat, ceràmica i materials i tecnologies relacionades, inclosa l'òptica avançada, principalment per a aplicacions industrials i científiques. L'empresa es va anomenar Corning Glass Works fins al 1989. Corning va cedir les seves línies de productes de consum (incloent estris de cuina basats en CorningWare i Visions Pyroceram, vaixella Corelle Vitrelle i estris de forn de vidre Pyrex) el 1998 venent la filial de Corning Consumer Products Company (més tard Corelle Brands, ara coneguda com a Instant Brands) a Borden.
El 2014, Corning tenia cinc grans sectors empresarials: tecnologies de visualització, tecnologies ambientals, ciències de la vida, comunicacions òptiques i materials especials. Corning participa en dues empreses conjuntes: Dow Corning i Pittsburgh Corning. Quest Diagnostics i Covance es van separar de Corning el 1996. Corning és un dels principals proveïdors d'Apple Inc. Des que va treballar amb Steve Jobs el 2007, per desenvolupar l'iPhone; Corning desenvolupa i fabrica Gorilla Glass, que és utilitzat per molts fabricants de telèfons intel·ligents. És un dels fabricants de vidre més grans del món. Corning va guanyar la Medalla Nacional de Tecnologia i Innovació quatre vegades per les seves innovacions de productes i processos.

## Història

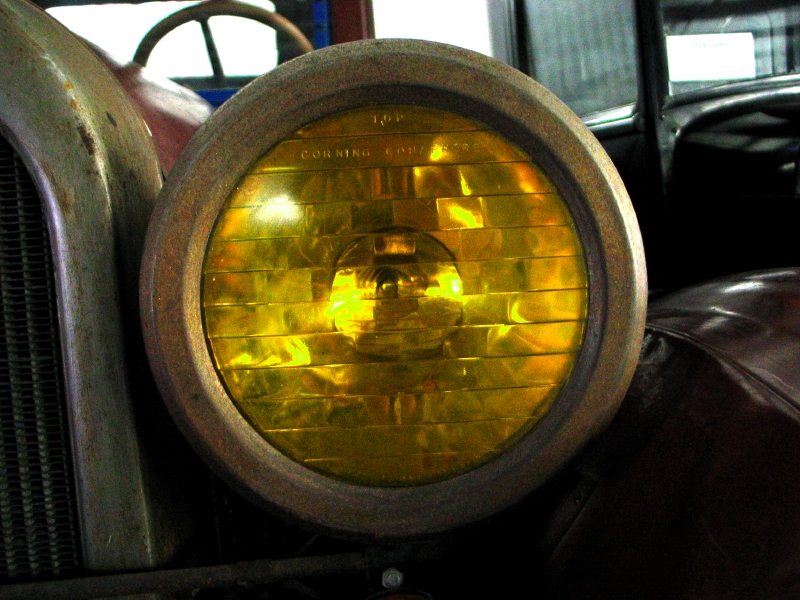
Una de les primeres lents de fars òptiques, la Corning Conaphore. Es mostra la versió de vidre "Noviol" groc selectiu.

Corning Glass Works va ser fundada el 1851 per Amory Houghton, a Somerville, Massachusetts, originalment com a Bay State Glass Co. Més tard es va traslladar a Williamsburg, Brooklyn, i va funcionar com a Brooklyn Flint Glass Works. L'empresa es va traslladar de nou a la seva casa definitiva i epònim, la ciutat de Corning, Nova York, el 1868, sota el lideratge del fill del fundador, Amory Houghton, Jr.
Corning continua mantenint la seva seu mundial a Corning, Nova York. L'empresa també hi va establir un dels primers laboratoris d'investigació industrial el 1908. Continua ampliant les instal·lacions de recerca i desenvolupament properes, així com les operacions associades amb convertidors catalítics i línies de productes de filtres de motors dièsel. Corning té una llarga història de desenvolupament comunitari i ha assegurat als líders de la comunitat que té la intenció de mantenir la seu a la seva petita ciutat natal de l'estat de Nova York.

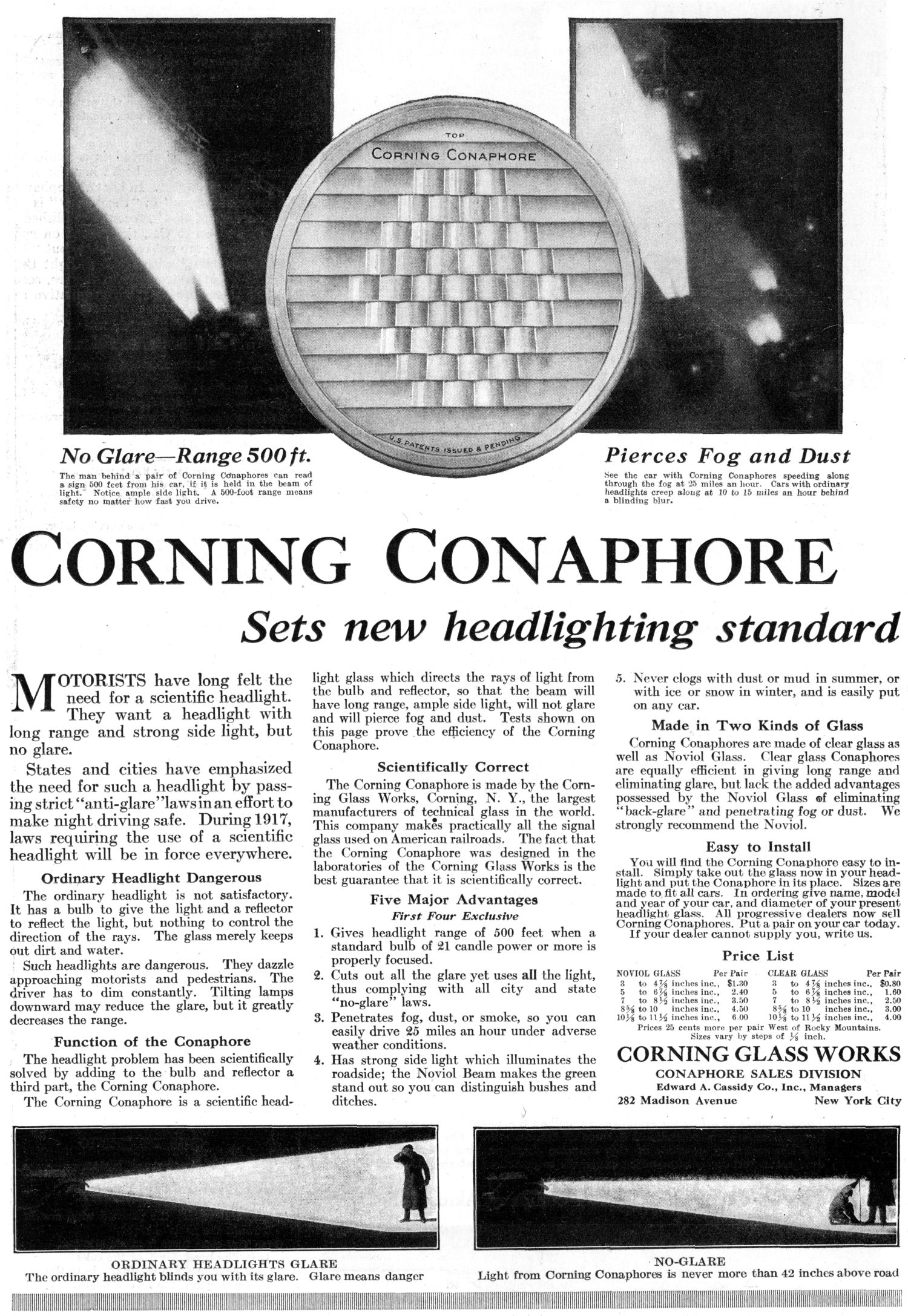
Anunci de 1917 per a la lent del far Corning Conaphore que es mostra a dalt

L'Institut Tecnològic de Califòrnia de 200-polzada (5.1 m) el mirall del telescopi de l'Observatori Palomar va ser emès per Corning durant els anys 1934–1936, amb vidre de borosilicat de baixa expansió. El 1932, George Ellery Hale es va acostar a Corning amb el repte de fabricar l'òptica necessària per al seu projecte Palomar. Un esforç anterior per fabricar l'òptica a partir de quars fos havia fracassat. El primer intent de Corning va ser un fracàs, el buit del repartiment tenia buits. Utilitzant les lliçons apreses, Corning va tenir èxit en el càsting del segon blanc. Després d'un any de refredament, durant el qual gairebé es va perdre a causa d'una riuada, l'any 1935, el blanc es va completar. El primer espai en blanc resideix ara al Museu del Vidre de Corning.

## Tecnologies
El punt d'inflexió de Corning va arribar quan Apple es va apropar a ella per desenvolupar una pantalla robusta per al seu proper iPhone. Més tard, altres empreses també van adoptar la seva pantalla Gorilla Glass. El 2011, Corning va anunciar l'ampliació de les instal·lacions existents i la construcció d'una instal·lació Gen 10 ubicada amb el complex de fabricació de Sharp Corporation a Sakai, Osaka, Japó. El substrat de vidre LCD es produeix sense metalls pesants. Corning és un fabricant líder del vidre utilitzat en pantalles de cristall líquid.